# O Amor do Soldado
O Amor do Soldado é uma peça de teatro de autoria do escritor brasileiro Jorge Amado, membro da Academia Brasileira de Letras, e escrita em 1947.

## Sinopse
O livro retrata o amor de Castro Alves e Eugénia Câmara, um poeta abolicionista que luta pela república e pelo fim da escravidão e uma atriz portuguesa, ambos sentem um amor profundo um pelo outro, o problema é que também sentem por seu ofícios.
Castro amava Eugénia, mas não podia abandonar sua causa, então a decisão pairou sobre Eugenia, seguir Castro e viver com o amor de sua vida ou seguir a Cia de Teatro como atriz, que era o que mais amava?!?! O amor por Castro ou o amor pelo Teatro??
"Eis o amor mais perigoso entre quantos já observei. Tu queres ao teatro e ele ama a liberdade! Um dos dois será fatalmente sacrificado."